# Adele Fátima
Adele Fátima Hahlbohm (Rio de Janeiro, 17 de febrer de 1954) és una ballarina, actriu i model brasilera.

## Biografia
Filla de mare brasilera i pare alemany, Adele Fátima va començar la seva carrera als 17 anys, participant a l'espectacle de mulates dirigit per Osvaldo Sargentelli. Una propaganda de les Sardinhas 88 que Adele va protagonitzar el 1978, ballant en biquini, va tenir molt èxit en aquell moment.
També el 1978, ja ben coneguda, va ser convidada per Albert Broccoli i va participar en el rodatge de Moonraker, de la sèrie 007, en el paper d'una bond girl brasilera. Tot i que el seu nom i la seva foto es van assenyalar als crèdits i al llançament de la pel·lícula, les escenes en què va aparèixer van ser retallades de l'edició final, quan la premsa brasilera va informar dels rumors que tenia una aventura amb l'actor que interpretava a James Bond, Roger Moore, fet mai confirmat. Les escenes es van refer amb l'actriu Emily Bolton.
El 1979 va interpretar la protagonista Clara das Neves de Histórias Que Nossas Babás não Contavam, una paròdia sensual de la història de La Blancaneu i els set nans. La pel·lícula va tenir un èxit als cinemes brasilers i a la televisió, i es va projectar constantment als espectacles nocturns de SBT en la dècada del 1980.

## Joventut
El 1974 o 1975,va debutar a l'escola de samba Mocidade a Ala Oba-Oba, do Sargentelli. El 1981, va debutar marxant davant dels tambors de l'escola, on va romandre en els anys: 1982 (quan va desfilar amb 6 mesos de gestació), 1983 i 1984.

## Filmografia

### Cinema
| Any  | Títol                                                   | Personatge                   | Direcció             |
| ---- | ------------------------------------------------------- | ---------------------------- | -------------------- |
| 1975 | Com as Calças na Mão                                    | Joana                        | Carlo Mossy          |
| 1976 | As Granfinas e o Camelô                                 | Hilda, a vedete              | Ismar Porto          |
| 1976 | O Flagrante                                             |                              | Reginaldo Faria      |
| 1976 | As Massagistas Profissionais                            | Rosa                         | Carlo Mossy          |
| 1977 | Os Amores da Pantera                                    | Nara                         | Jece Valadão         |
| 1978 | A Dama do Lotação                                       | sambista (no acreditada)     | Neville de Almeida   |
| 1978 | O Homem de Seis Milhões de Cruzeiros contra as Panteras | Gata                         | Luís Antônio Piá     |
| 1978 | Manicures a Domicílio                                   | Conceição                    | Carlo Mossy          |
| 1979 | Moonraker                                               | Manuela (escenes eliminades) | Lewis Gilbert        |
| 1979 | Histórias Que Nossas Babás Não Contavam                 | Clara das Neves              | Osvaldo de Oliveira  |
| 1986 | Fulaninha                                               |                              | David Neves          |
| 1987 | No Rio Vale Tudo                                        | Mulher de Vinicius           | Philippe Clair       |
| 1988 | As Divas Negras do Cinema Brasileiro                    | Ella mateixa                 | Vik Birkbeck         |
| 1988 | Natal da Portela                                        | Dona Lota                    | Paulo César Saraceni |
| 1999 | O Viajante                                              | Prostituta                   | Paulo César Saraceni |
| 2018 | Histórias Que Nosso Cinema (Não) Contava                | arxiu fotogràfic             | Fernanda Pessoa      |

### Televisió
| Any  | Títol                   | Personatge | Emissora   |
| ---- | ----------------------- | ---------- | ---------- |
| 1993 | Agosto                  | Zuleika    | Rede Globo |
| 1994 | Memorial de Maria Moura | Cafetina   | Rede Globo |